# Angelika Jurkowianiec
Angelika Jurkowianiec (ur. 1996) – polska uczestniczka konkursów piękności, Miss Polski (2023).

## Życiorys
Angelika Jurkowianiec pochodzi z Namysłowa. Ukończyła szkołę muzyczną I stopnia, a w wieku 16 lat rozpoczęła pracę jako modelka i współpracę z agencjami zarówno w Polsce jak i zagranicą. Jako modelka pojawiła się między innymi na okładce magazynu Mirror.
16 lipca 2023 jako reprezentantka województwa opolskiego została Miss Polski 2023 pokonując w finale 31 rywalek. W momencie kiedy została Miss Polski była studentką analityki medycznej na Collegium Medicum im. Ludwika Rydygiera w Bydgoszczy i pracowała jako asystentka w klinice stomatologicznej.
18 listopada 2023 Jurkowianiec reprezentowała Polskę na wyborach Miss Universe 2023 w San Salvadorze, lecz nie awansowała do finałowej dwudziestki.